# کربن-۱۳
کربن-۱۳ (انگلیسی: Carbon-۱۳) یکی از ایزوتوپ‌های پایدار و طبیعی عنصر کربن است که در هسته خود ۷ نوترون و ۶ پروتون دارد. فراوانی طبیعی این ایزوتوپ ۱٫۰۷٪ است و کاربرد فراوانی در زمین شناسی و علوم زمین دارد.